# Повітровоз
Повітрово́з — спеціальний вид транспорту. Характерна особливість його конструкції — наявність пневмодвигунів, акумулюючих балонів і системи передачі енергії. Пневмодвигуни приводяться в рух стисненим повітрям із балонів, розташованих на локомотиві. Заряджаються вони від спеціальної пневматичної системи високого тиску. Може використовуватися як звичайний засіб пересування, так і спеціальний — шахтний.

## Шахтний повітровоз
Служить для переміщення вантажів по вибухонебезпечних виробках. Витрата повітря, ступінь наповнення циліндрів і хід локомотива регулюється золотниковим розподіляючим пристроєм, а перетворювання поступального переміщення поршнів двигуна в обертовий рух колісних пар досягається за допомогою кривошипно-шатунного механізму.